# Stuart Gordon
Stuart Gordon   (Chicago, 11 d'agost de 1947 - Los Angeles, 24 de març de 2020) fou un director de cinema, guionista i productor de pel·lícules i obres de teatre estatunidenc. El seu treball és majorment conegut per les seves pel·lícules de terror, així com algunes produccions de ciència-ficció. Així com el seu amic Brian Yuzna, Gordon fou un gran admirador de l'obra d'H. P. Lovecraft, raó per la qual n'adaptà diversos contes a la pantalla. Aquests treballs inclouen Re-Animator, From Beyond, Castle Freak així com Dagon, la secta del mar i alguns episodis de la sèrie Masters of Horror, (concretament, «Dreams in the Witch-House» i «The Black Cat»).

## Biografia
Nascut a la ciutat de Chicago, Gordon va començar la seva carrera de manera força problemàtica. En el seu primer treball com a director (en una obra de teatre) va ser empresonat pels càrrecs d'obscenitat pública per culpa d'una versió política de Peter Pan que va realitzar a la universitat a partir de la seva experiència en les protestes contra la Guerra del Vietnam (en què Tinkerbell era homosexual i viatjava al país de Mai Més per a consumir LSD). El seu treball més conegut és la pel·lícula Re-Animator (premi a la Millor pel·lícula del Festival de Sitges), film de culte a causa de la combinació efectiva entre el gènere de terror i la comèdia. Basada lleugerament en un conte de d'H.P. Lovecraft, és un exemple del subgènere del cinema gore, havent-se realitzat dues seqüeles més de la seva opera prima. El seu primer film també va portar com a conseqüència el descobriment de l'actor de culte, Jeffrey Combs (el qual esdevindria en el seu actor fetitxe).
Gordon va tornar a reunir a Combs i Barbara Crampton en la seva segona pel·lícula, From Beyond (1986) basada novament en una obra de Lovecraft, i comptant altre cop en la producció amb Brian Yuzna, qui posteriorment també treballaria amb ell a Nines (1987), la seva següent pel·lícula, sobre els assassinats perpetrats per un grup de ninots assassins.
Aquesta pel·lícula no vaig obtenir l'èxit esperat i per això va haver d'esperar tres anys per poder tornar a dirigir. Gràcies a l'èxit de Honey, I Shrunk the Kids (un film no animat de la companyia Disney), on va ser el responsable de l'argument, va poder dirigir el seu següent film anomenat Robot Jox (1990) i dues pel·lícules per a la televisió: El pou i el pèndol (1990), basat en el conte d'Edgar Allan Poe i Daughter of Darkness (1990), amb l'actor Anthony Perkins.
El 1993 va aconseguir un gran èxit comercial amb la pel·lícula de ciència-ficció La fortalesa infernal (amb l'actuació de Christopher Lambert), gràcies a la qual va poder finançar la seva següent pel·lícula, Castle Freak (1995), el seu tercer treball basat en l'obra d'H.P. Lovecraft, on comptava amb la presència de Jeffrey Combs. No obstant això, aquesta pel·lícula no va gaudir de l'èxit que s'esperava. Com a productor va participar en pel·lícules com Estimada, he engrandit el nen (1992), entre d'altres.

## Filmografia

### Director
- Bleacher Bums (1979)
- Re-Animator (1985)
- From Beyond (1986)
- Nines (Dolls) (1987)
- Kid Safe: The Video (1988)
- Robot Jox (1989)
- Daughter of Darkness (1990)
- The Pit and the Pendulum (1991)
- La fortalesa infernal (1992)
- Castle Freak (1995)
- Transport espacial (Space Truckers) (1996)
- The Wonderful Ice Cream Suit (1998)
- Dagon, la secta del mar (2001)
- King of the Ants (2003)
- Edmond (2005)
- Stuck (2007)[4]
- The Black Cat (2007)
- Eater (2008)